# 智力竞赛

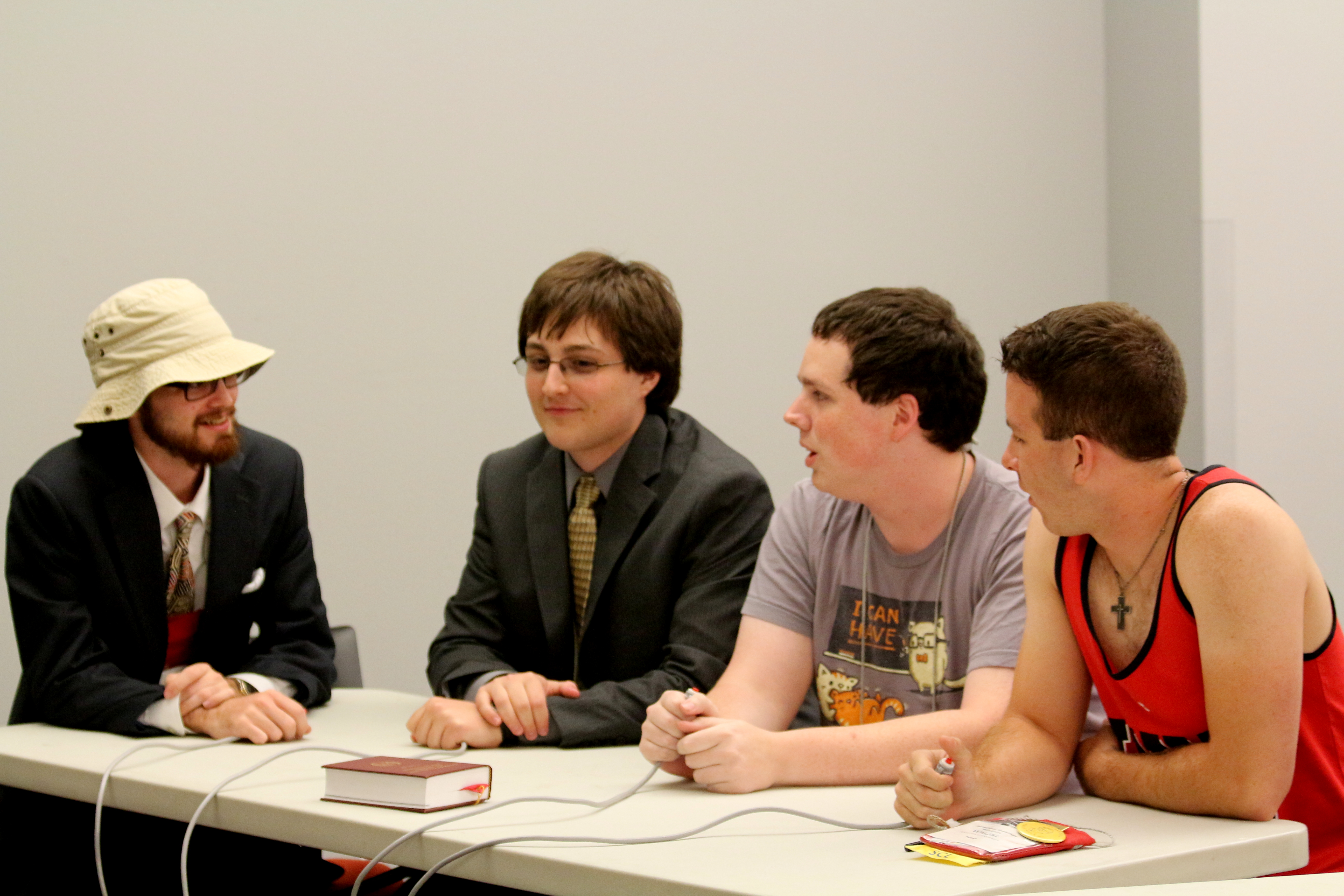
智力競賽

智力竞赛  是學校舉辦的一種猜謎竞赛，主要測試选手的知識水平。北美洲、亚洲、欧洲、澳大利亚、非洲的小学、初级中学、中学和大學都會舉辦智力竞赛。 參加智力竞赛的選手一般會分成兩隊，每支队伍通常由四名选手组成。競賽主持人向選手提問，兩個隊的選手如果要回答，必須先按按钮，而且要回答正确才能得分。